# Jardín francés

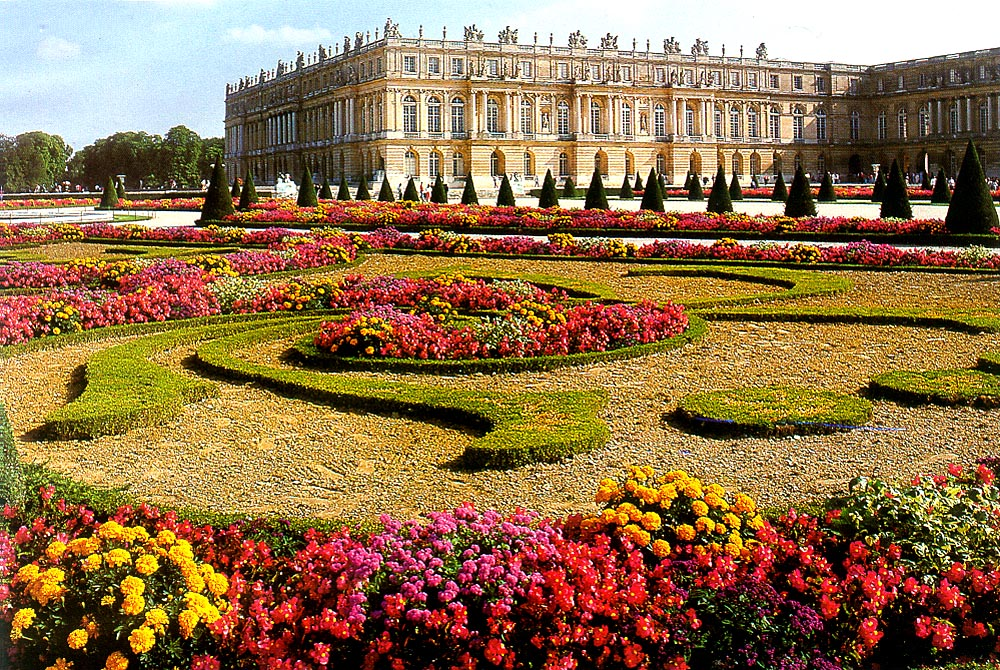
Jardines del palacio de Versalles

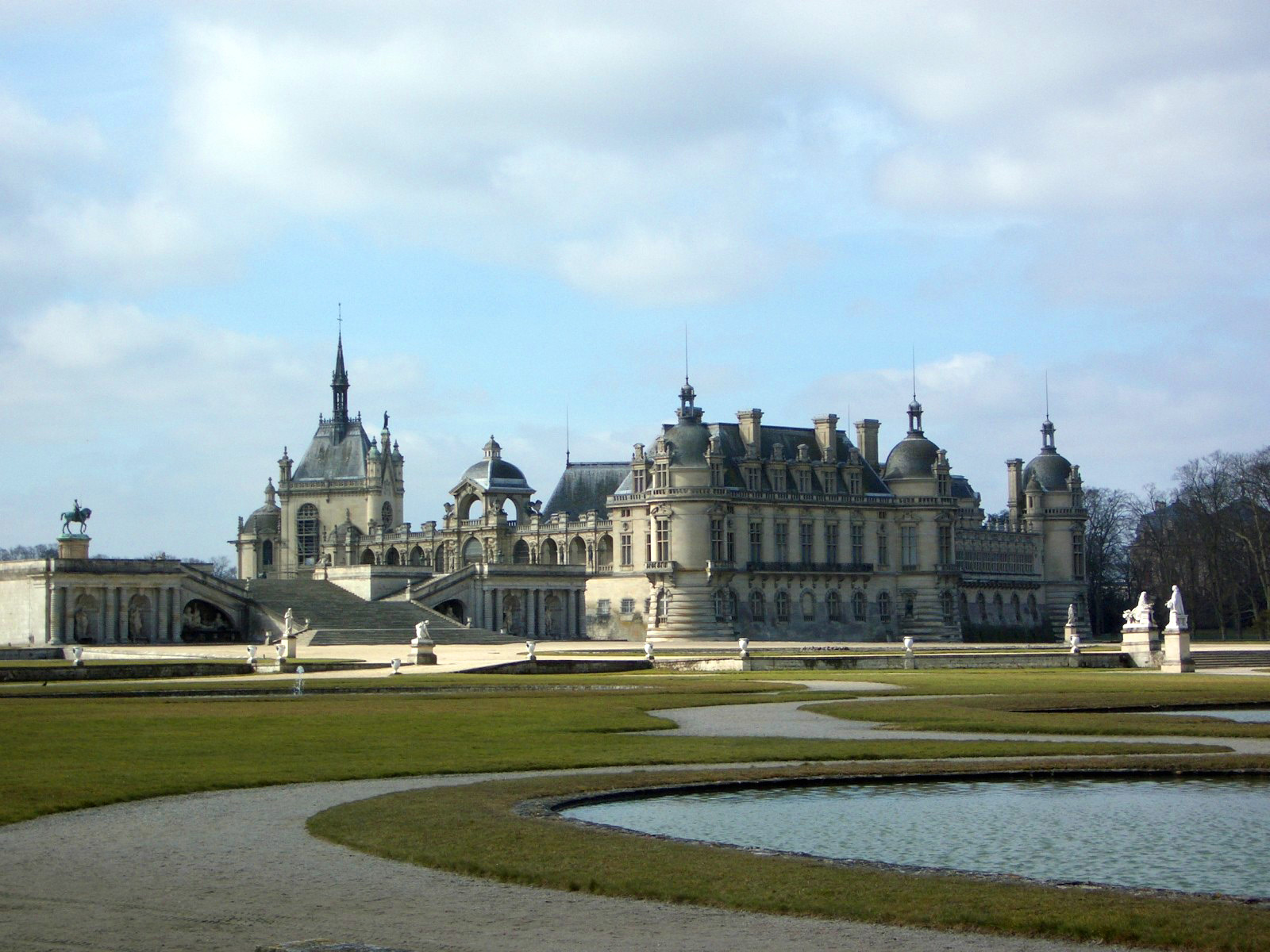
Jardines del château de Chantilly

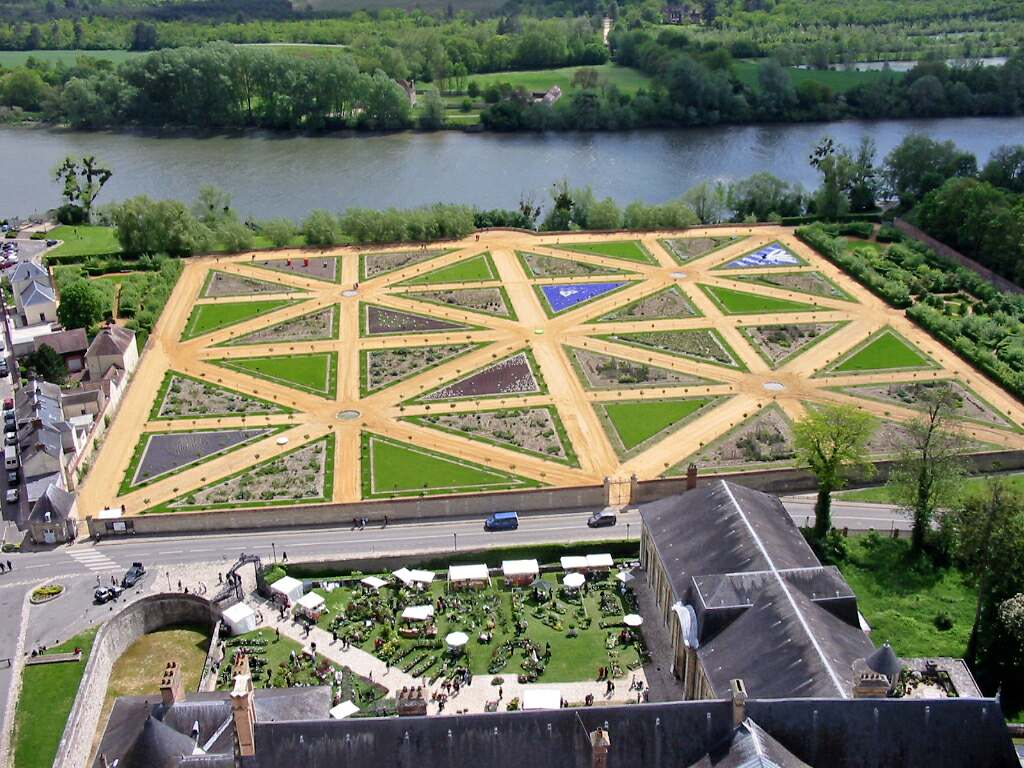
Le potager du château de la Roche-Guyon visto desde el château de la Roche-Guyon, con el río Sena de fondo

El jardín de estilo francés, también llamado jardín à la française (literalmente, en francés, 'jardín a la [manera] francesa'), es un estilo de jardín basado en la simetría y el principio de imponer el orden a la naturaleza. En Francia se conoce como jardín regular o jardín clásico y es expresión del clasicismo en el arte de los jardines, es decir, de la búsqueda de la perfección formal, de una majestad teatral y de un gusto por el espectáculo.
Su epítome es generalmente considerado como los jardines de Versalles diseñados durante el siglo XVII por el arquitecto paisajista André Le Nôtre para Luis XIV y ampliamente copiado por otras cortes europeas.
Su vocabulario estético, vegetal y su estatuaria están directamente inspirados en los jardines del norte de Italia. Sin embargo, al tener generalmente una superficie más grande, hacen entrar el paisaje en el jardín, manteniendo la preocupación por la perfección formal: están aterrazados, son regulares, a menudo lineales, y ofrecen mucho espacio para los juegos de agua, (canales hidráulicos y estanques, invernadero, pabellones) y muestran una poda sofisticada de las plantas (arte topiario). 
El clasicismo también se expresa en la horticultura, Jean-Baptiste de La Quintinie  inicia un arte de la poda frutícola y de las técnicas de cultivo sobre un lecho que marcarán permanentemente los jardines de producción. Pero el término «jardin classique» se usa solo para jardines de recreo.

## Historia

### Influencia renacentista
El garden à la française evolucionó a partir del jardín renacentista francés, un estilo que se inspiró en el jardín renacentista italiano a principios del siglo XVI. El jardín del Renacimiento italiano, tipificado por los Jardines de Boboli en Florencia y la Villa Medici en Fiesole, se caracterizaba por plantar camas, o parterres, creados en formas geométricas y presentar patrones simétricos; el uso de fuentes y cascadas para animar el jardín; escaleras y rampas para unir diferentes niveles del jardín; grottos, laberintos y estatuas sobre temas mitológicos. Los jardines fueron diseñados para representar la armonía y el orden, los ideales del Renacimiento, y para recordar las virtudes de la Antigua Roma.
Tras su campaña en Italia en 1495, donde vio los jardines y castillos de Nápoles, el rey Carlos VIII atrajo a artesanos italianos y diseñadores de jardines, como Pacello da Mercogliano, desde Nápoles y ordenó la construcción de jardines de estilo italiano en su residencia en el château de Amboise y en el castillo Gaillard otra residencia privada de rey en Amboise. Su sucesor Enrique II, que también había viajado a Italia y había conocido a Leonardo da Vinci, creó un italiano cerca del château de Blois. A partir de 1528, el rey Francisco I creó nuevos jardines en el castillo de Fontainebleau, en el que dispuso fuentes, parterres, un bosque de pinos traídos desde Provenza y la primera gruta artificial en Francia. El castillo de Chenonceau tenía dos jardines en el nuevo estilo, uno creado para Diana de Poitiers en 1551 y otro para Catalina de Medici en 1560.
En 1536, el arquitecto Philibert de l'Orme, a su regreso de Roma, creó los jardines del castillo de Anet siguiendo las reglas de proporciones italianas. La cuidadosamente armonía preparada de Anet, con sus parterres y superficies de agua integradas con secciones de vegetación, se convirtió en uno de los primeros y más influyentes ejemplos del jardín clásico francés.
Aunque los jardines del Renacimiento francés eran muy diferentes en su espíritu y apariencia de los de la Edad Media, todavía no estaban integrados con la arquitectura de los châteaux, y por lo general estaban rodeados por muros. Las diferentes partes de los jardines no estaban armoniosamente unidas, y a menudo se dispusieron en sitios difíciles elegidos por el terreno fácil de defender, en lugar de por la belleza. Todo esto cambió a mediados del siglo XVII con el desarrollo del primer real jardin à la française.

### Vaux-le-Vicomte

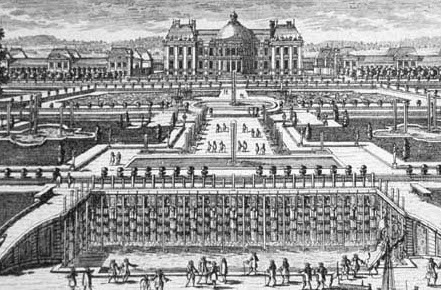
Grabado del

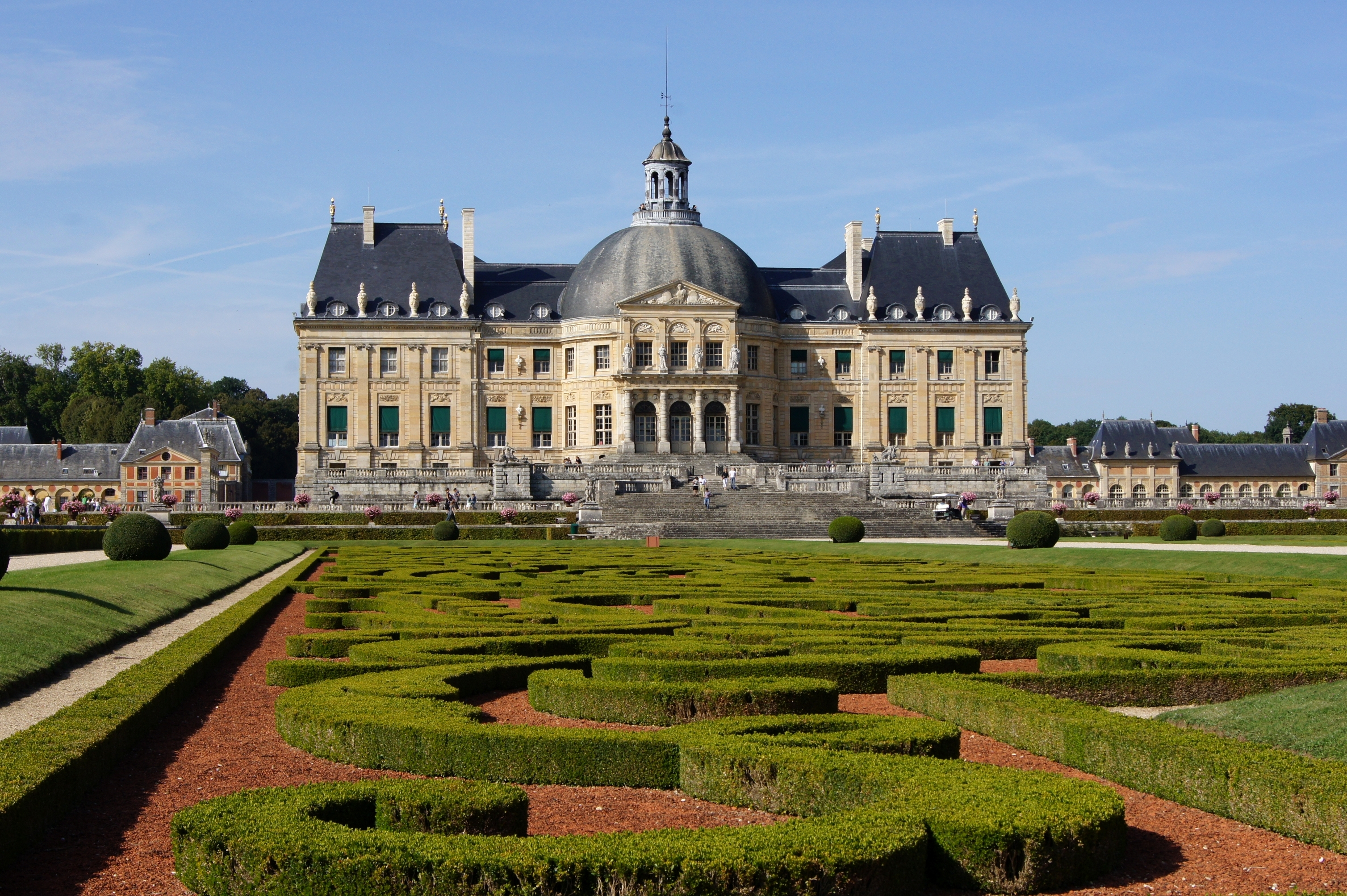
Parterre de broderies

El primer jardín importante a la francesa fue el del palacio de Vaux-le-Vicomte, creado por Nicolas Fouquet, el superintendente de Finanzas de Louis XIV, a partir de 1656. Fouquet encargó a Louis Le Vau que diseñara el castillo, a Charles Le Brun el diseño de estatuas para el jardín, y a André Le Nôtre para crear los jardines. Por primera vez, ese jardín y el castillo estaban perfectamente integrados. Una gran perspectiva de 1500 metros se extendía desde el pie del castillo hasta la estatua del Hércules de Farnesio; y el espacio estaba lleno de parterres de arbustos de hoja perenne con patrones ornamentales, bordeados por arena coloreada, y los paseos estaban decorados a intervalos regulares por estatuas, estanques, fuentes y topiarias cuidadosamente esculpidos. «La simetría alcanzada en Vaux alcanzó un grado de perfección y unidad raramente igualado en el arte de los jardines clásicos. El castillo está en el centro de esta estricta organización espacial que simboliza el poder y el éxito.»

jardines de Vaux-le-Vicomte
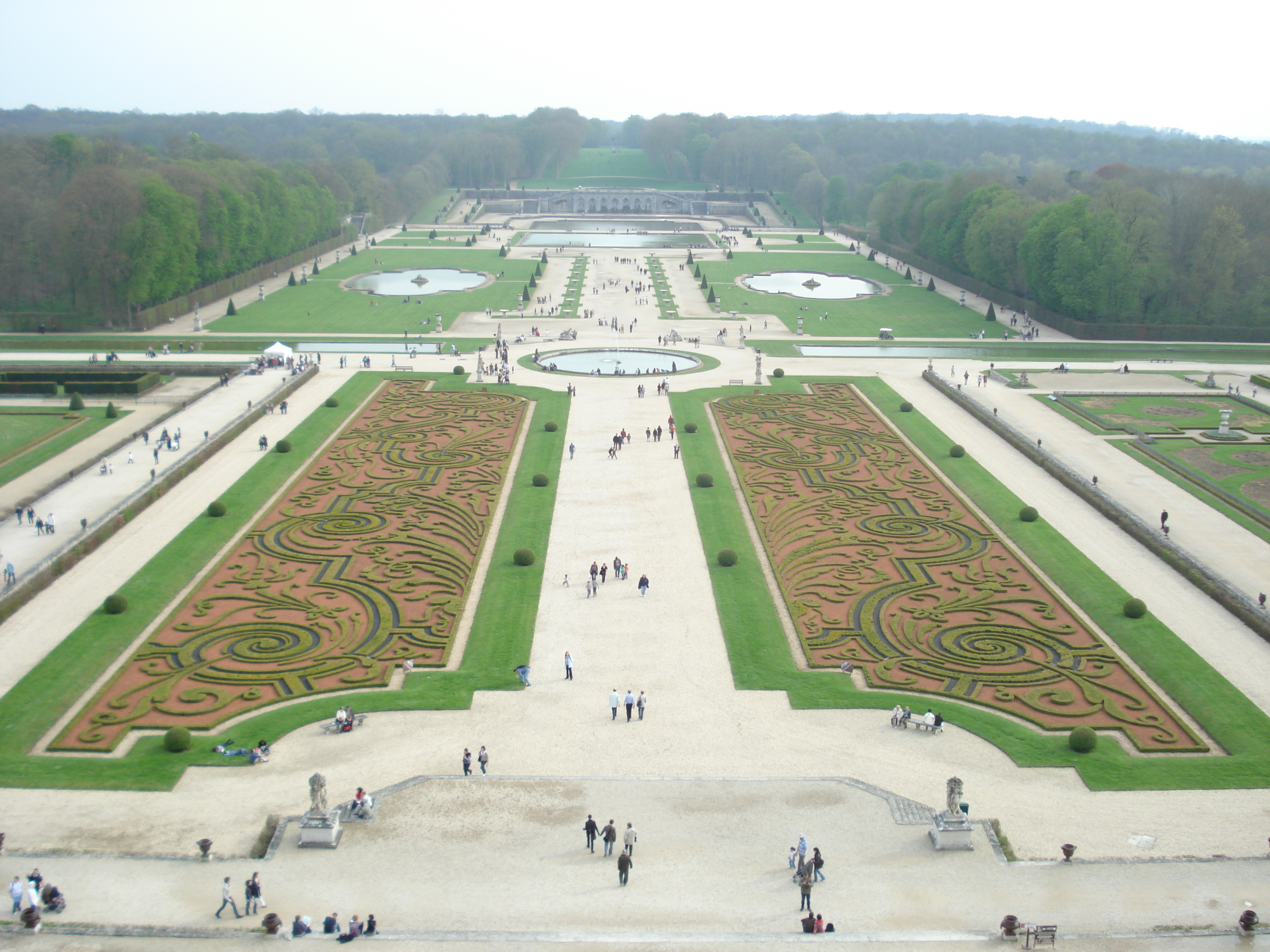
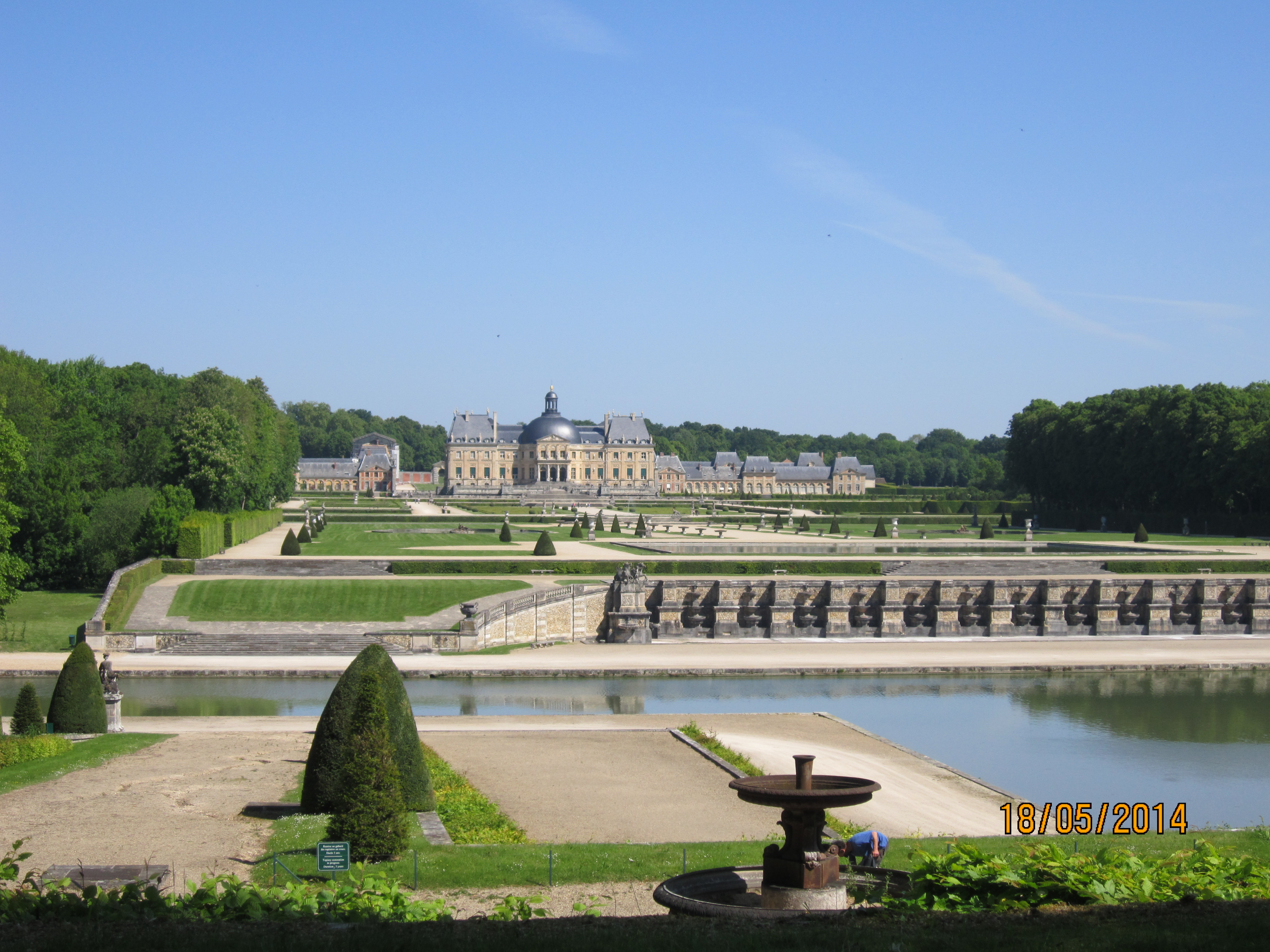
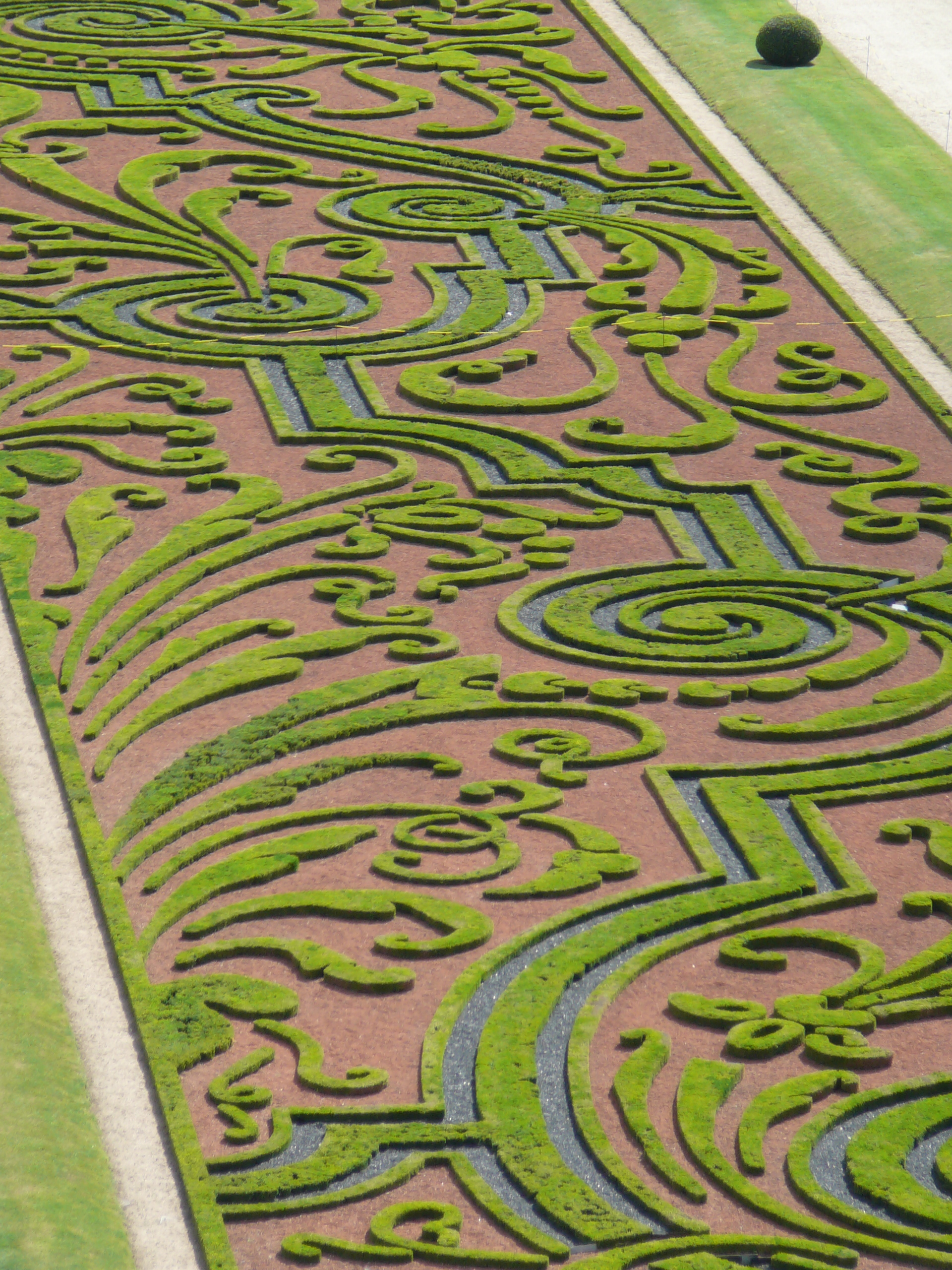
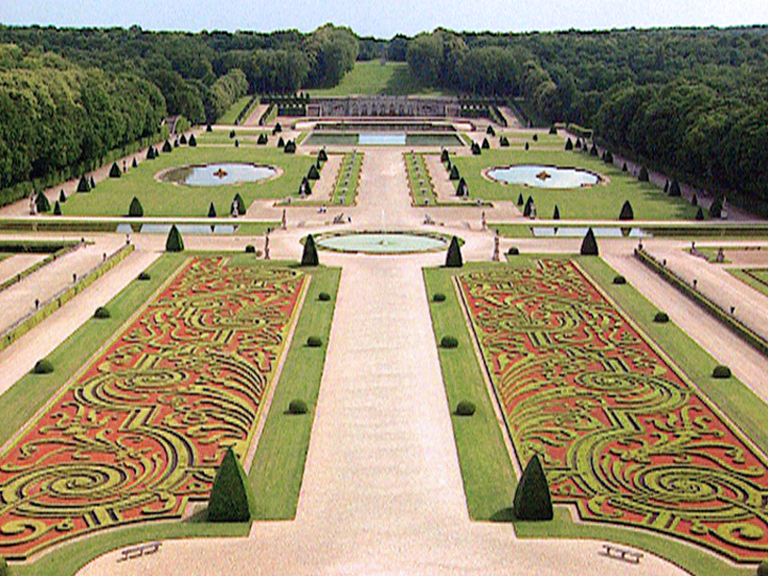

### Jardines de Versalles

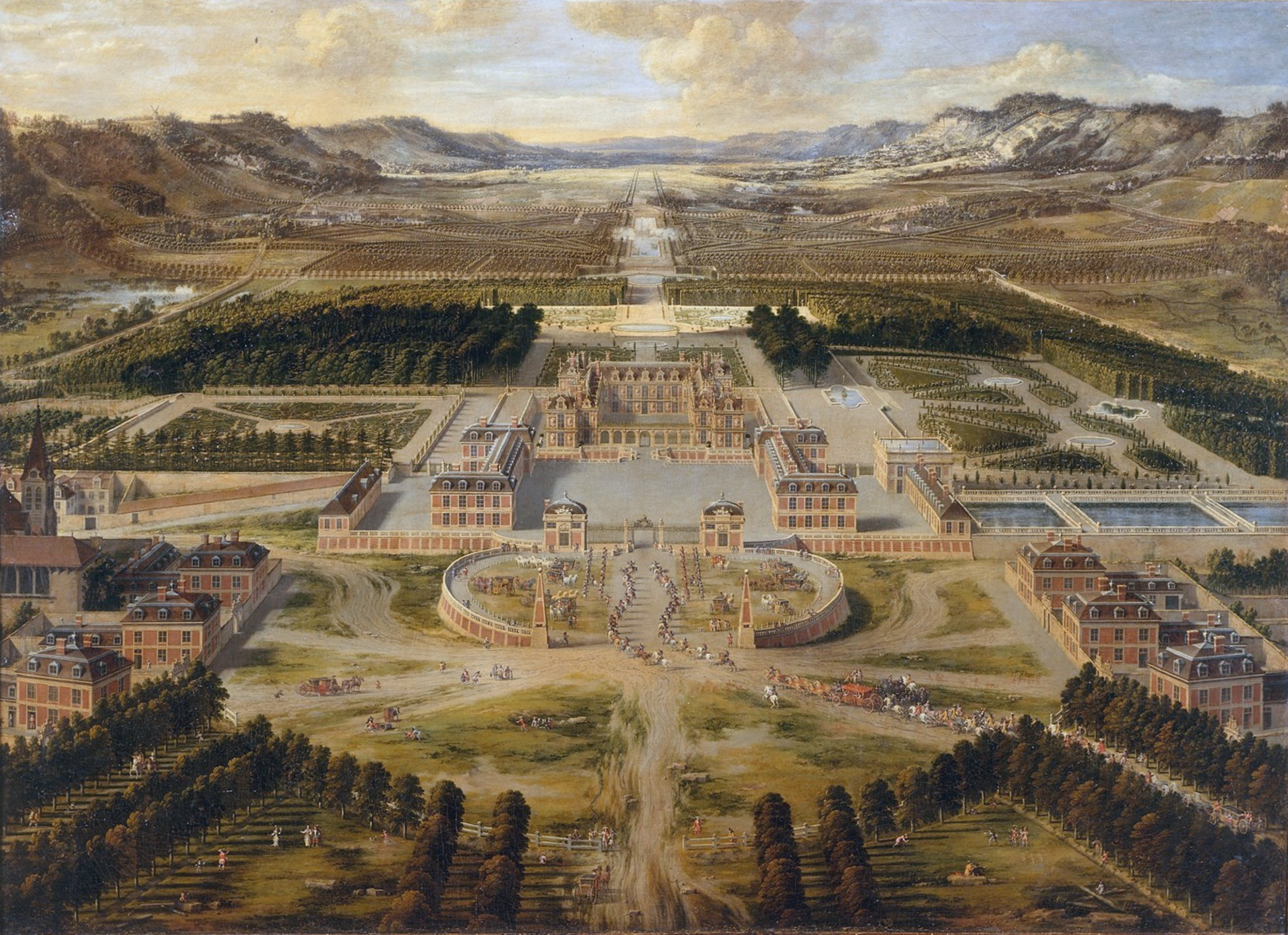
Vista de pájaro de Versalles

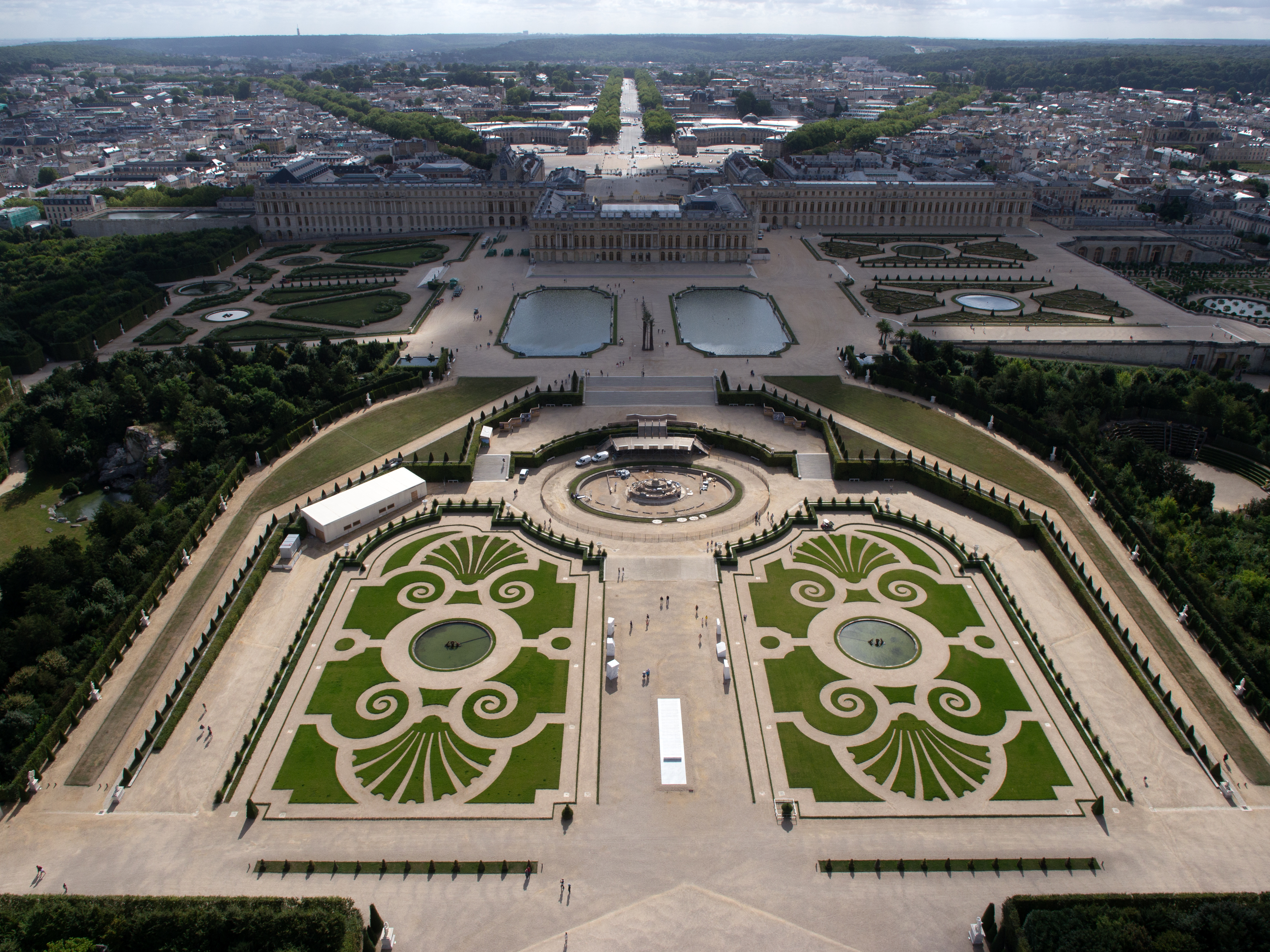
Vista aérea de Versalles

Los jardines de Versalles están sujetos al ideal estético de Luis XIV, que pretende corregir los “errores” de una naturaleza desordenada. En vez de un bosque como lo era previamente Versalles —o como los jardines a la inglesa que gustan imitar el desorden de la naturaleza— los jardines geométricos de Le Nôtre visten, dominan y liman la naturaleza. No se trata de una naturaleza en estado virgen, sino domesticada, civilizada, dispuesta según ciertas reglas razonables que se desprenden de los antiguos parámetros de belleza clásica griega. El uso de la simetría busca particularmente acercase a los principios estéticos del pasado como símbolo e imagen de un orden universal, eterno e invariable, del cual la monarquía absoluta es referente.
Los jardines de Versalles, creados por André Le Nôtre entre 1662 y 1700, fueron el mayor logro del jardín a la francesa. Eran los jardines más grandes de Europa —con un área de 15000 hectáreas—, y estaban ubicados en un eje este-oeste que seguía el curso del sol: el sol se elevaba sobre el patio de Honor, iluminaba el patio de Mármol, cruzaba el château y encendía el dormitorio del Rey y acababa al final del Gran Canal, reflejado en los espejos de la galería de los Espejos. En contraste con las grandes perspectivas, al llegar al horizonte, el jardín estaba lleno de sorpresas: fuentes, pequeños jardines llenos de estatuas, que proporcionaban una escala más humana y espacios íntimos.
El símbolo central del Jardín era el sol; el emblema de Luis XIV, ilustrado por la estatua de Apolo en la fuente central del jardín. «Las vistas y las perspectivas, desde y hacia el palacio, continuaban hasta el infinito. El rey gobernó la naturaleza, recreando en el jardín no solo su dominio de sus territorios, sino también de la corte y de sus súbditos».

Jardines de Versalles
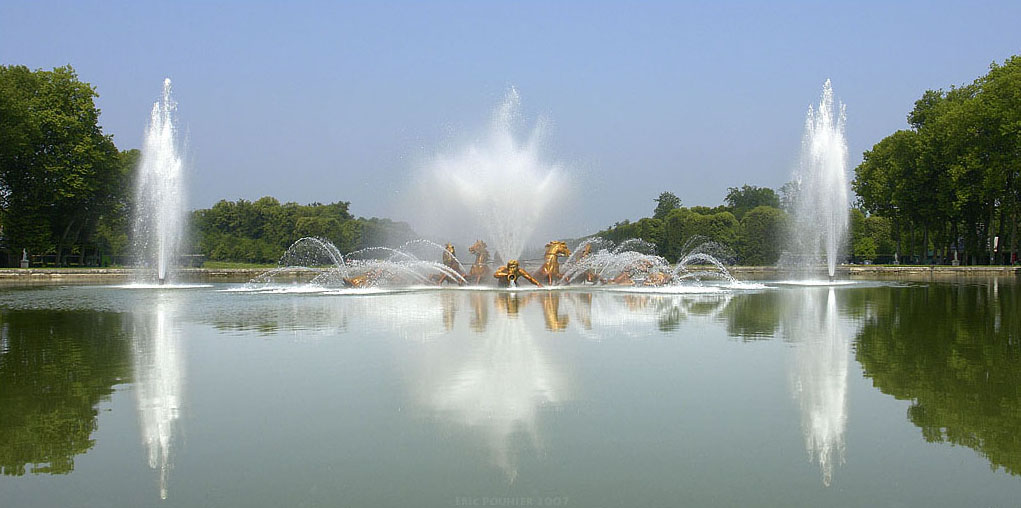
El estanque de Apolo en los jardines
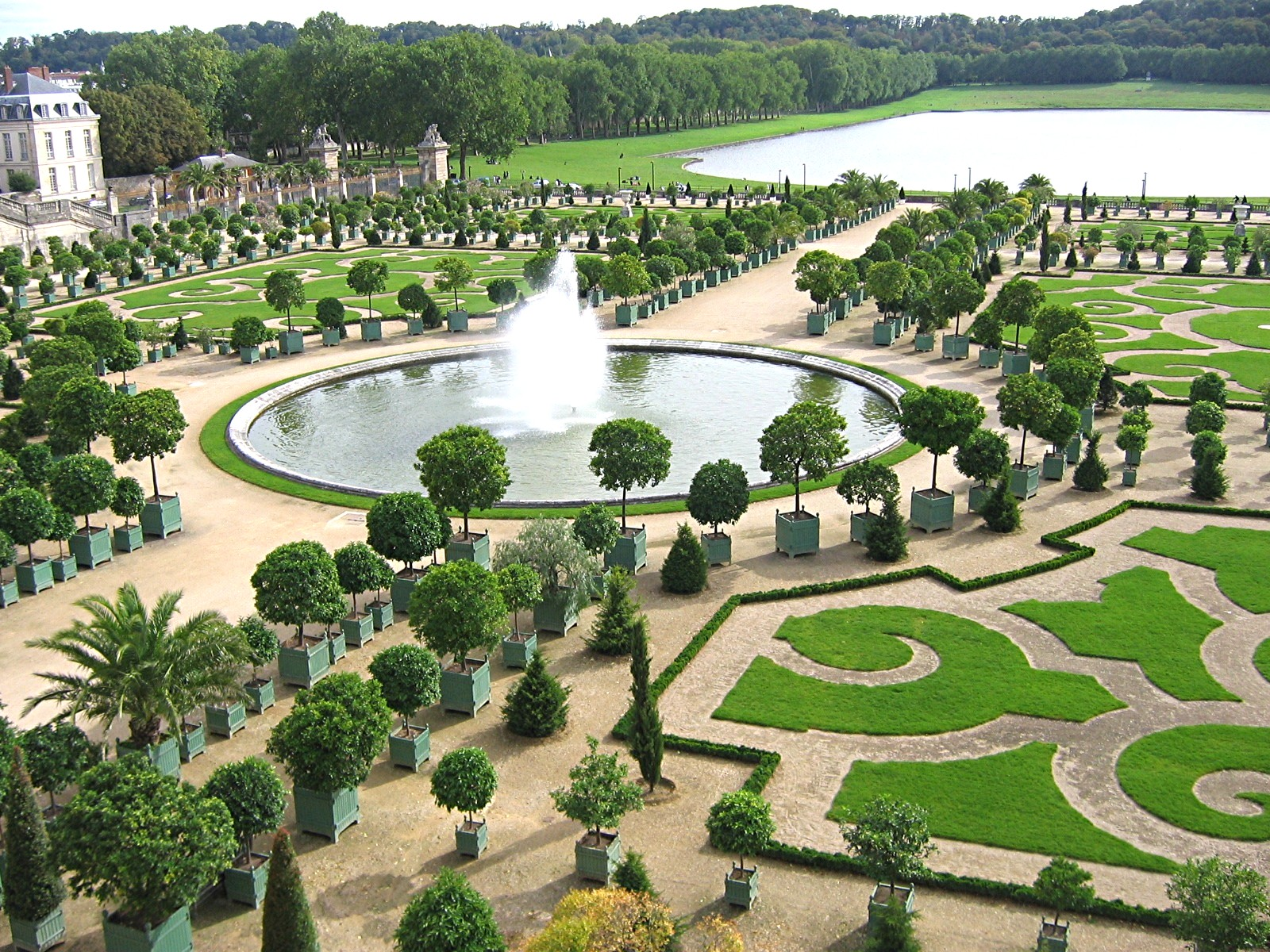
Parterres del Naranjal
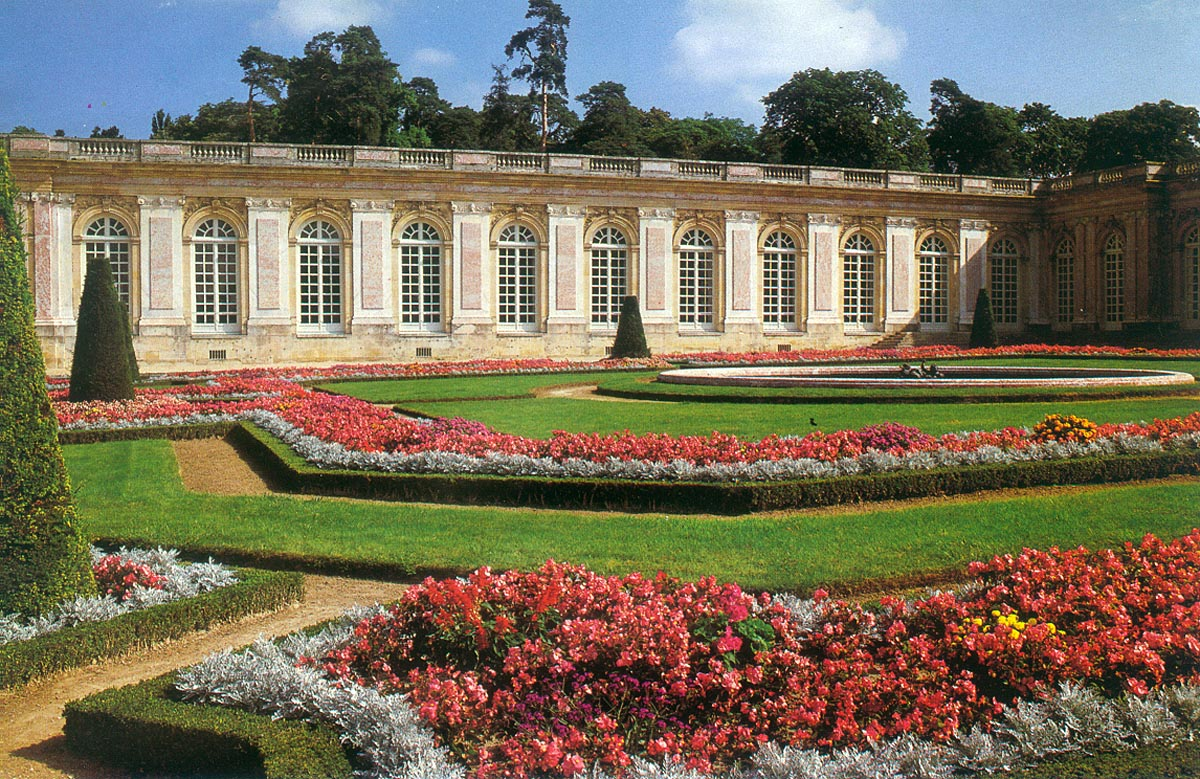
Jardines del Grand Trianon

### Declive
André Le Nôtre murió en 1700, pero sus alumnos y sus ideas siguieron dominando el diseño de jardines en Francia durante el reinado de Luis XV. Su sobrino Degots creó el jardín de Bagnolet (Seine-Saint-Denis)  para Felipe II, duque de Orléans (1717) y en Champs (Seine-et-Marne), y otro pariente, Jean-Charles Garnier d'Isle, creó jardines para Madame de Pompadour en Crécy (Eure y Loir) en 1746 y Bellevue (Hauts-de-Seine) en 1748-50.  La inspiración principal para los jardines siguió siendo la arquitectura, más que la naturaleza: el arquitecto Ange-Jacques Gabriel diseñó elementos de los jardines de Versalles, Choisy (Val-de-Marne) y Compiègne.
Sin embargo, comenzaron a aparecer algunas variaciones en la geometría estricta del jardín à la française. Los parterres elaborados de broderías, con sus curvas y contracurvas, fueron reemplazados por parterres de hierba bordeados de macizos de flores, que eran más fáciles de mantener. Los círculos se convirtieron en óvalos, llamados rotulos, con paseos que irradiaban hacia el exterior en forma de una 'x', y aparecieron formas irregulares de octógonos. Los jardines comenzaron a seguir el paisaje natural, en lugar de hacer importantes movimientos de tierra para acondicionar el terreno en terrazas artificiales.
A mediados del siglo XVIII, la influencia del nuevo jardín inglés creado por los aristócratas y terratenientes británicos y la popularidad del estilo chino, llegado a Francia por los sacerdotes jesuitas de la corte del emperador de China, un estilo que rechazaba la simetría en favor de la naturaleza y las escenas rústicas, puso fin al reinado del jardín simétrico à la francesa. En muchos parques y fincas francesas, el jardín más cercano a la casa se mantuvo en el estilo tradicional a la francesa, pero el resto del parque se transformó según el nuevo estilo, llamado diversamente jardin a l'anglaise  (el jardín inglés), "anglo-chinois", exotiques  o pittoresques. Esto marcó el final de la era del jardín a la francesa y la llegada a Francia del jardin paysager, o jardín paisajístico, que no se inspiraba en la arquitectura sino en la pintura, la literatura y la filosofía.

## Teóricos y jardineros
Jacques Boyceau, señor de la Barauderie (ca. 1560-1633),  el superintendente de los jardines reales en tiempos de Luis XIII, se convirtió en el primer teórico del nuevo estilo francés. Su libro, Traité du jardinage selon les raisons de la nature et de l'art. Ensemble divers desseins de parterres, pelouzes, bosquets et autres ornements [Tratado de jardinería según las razones de la naturaleza y del arte. Junto diversos diseños de parterres, pelouzes, bosquetes y otros ornamentos] se publicó después de la su muerte en 1638. Sus sesenta y un grabados de diseños de parterres y bosquetes hicieron de él un libro de estilo para jardines, que influyó en el diseño del palacio de Luxemburgo, el Jardín de las Tullerías y los jardines de Saint Germain-en-Laye.
Claude Mollet  (ca. 1564-poco antes de 1649), fue el principal jardinero de tres reyes franceses; Enrique IV, Luis XIII y el joven Luis XIV. Su padre fue jardinero principal en el castillo de Anet donde se introdujo la jardinería formal italiana en Francia y donde aprendió Claude, y su hijo fue André Mollet, que llevó el estilo francés a los Países Bajos, Suecia e Inglaterra.
André Le Nôtre (1613-1700) fue la figura más importante de la historia del jardín francés. Hijo del jardinero de Luis XIII, trabajó en los planos de Vaux-le-Vicomte, antes de convertirse en el principal jardinero de Luis XIV entre 1645 y 1700, y ser el diseñador de los Jardines de Versalles, el mayor proyecto de jardinería de la época. Los jardines que él creó se convirtieron en los símbolos de la grandeza y la racionalidad francesas, estableciendo el estilo de los jardines europeos hasta la llegada del parque paisajístico inglés en el siglo XVIII.
Joseph-Antoine Dezallier d'Argenville (1680-1765) escribió Theorie et traite de jardinage [Teorie y tratado de jardinería), donde expuso los principios del jardín a la francesa e incluyó dibujos y diseños de jardines y parterres. Fue reimpreso muchas veces, y se encontraba en las bibliotecas de los aristócratas en toda Europa.
| Término      | Original francés | Definición |
| ------------ | ---------------- | --- |
| Parterre     | Parterre         | Una cama de sembrado, generalmente de forma cuadrada o rectangular, conteniendo un diseño ornamental hecho con setos bajos muy recortados, grava coloreada y, a veces, flores. Los parterres generalmente se distribuyeron en patrones geométricos, divididos por caminos de grava. Eran vistos desde arriba desde una casa o terraza. Un parterre de gazon estaba hecho de césped con un patrón cortado y relleno de grava. |
| Bordado      | Broderie         | Un patrón decorativo muy rizado dentro de un parterre, creado con tejo recortado o caja o hecho cortando el patrón de un césped y llenándolo con grava coloreada |
| Bosquete     | Bosquet          | Un pequeño grupo de árboles, generalmente a cierta distancia de la casa, diseñado como un telón de fondo ornamental. |
| Paseo        | Alleé            | Un camino recto, a menudo bordeado de árboles. |
| Topiaria     | Topiary          | Árboles o arbustos recortados en formas ornamentales. En los jardines franceses, por lo general se recortaban en formas geométricas. |
| Pie de ganso | Patte d'Oie      | Tres o cinco caminos o paseos que se extendían hacia afuera desde un único punto |

## Principios

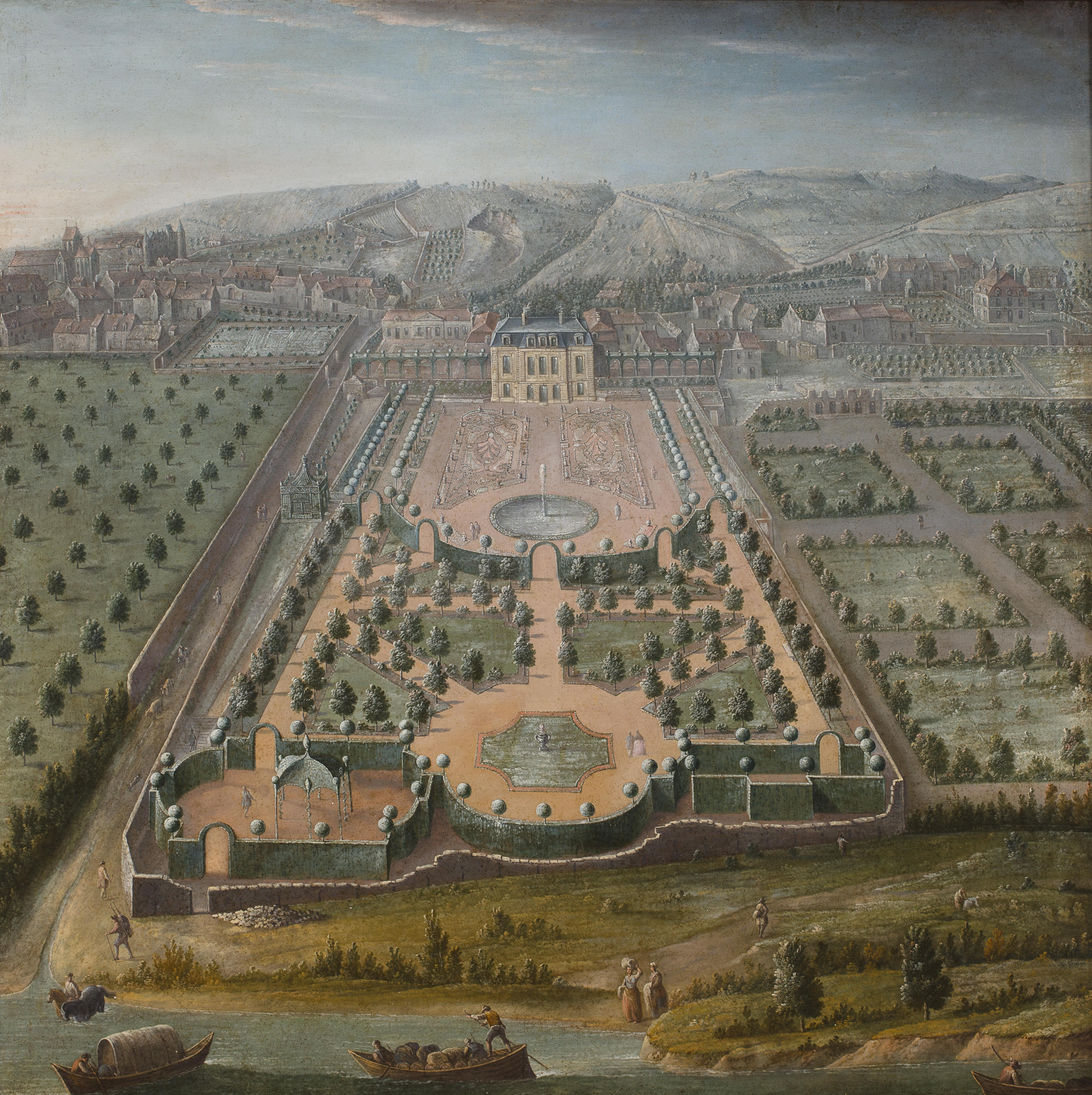
Una finca francesa, siglo XVIII

Jacques Boyceau de La Barauderie escribió en 1638 en su  Traite du jardinage selon les raisons de la nature et d'art  que «la razón principal de la existencia de un jardín es el placer estético que le da al espectador».
La forma del jardín francés fue ampliamente fijada a mediados del siglo XVII. Tenía los siguientes elementos, que se hicieron típicos del formal jardín francés:
- una planta geométrica que utilizaba los descubrimientos más recientes de la perspectiva y la óptica;
- una terraza con vistas al jardín, que permitía al visitante ver de una sola vez todo el jardín. Como el arquitecto paisajista francés Olivier de Serres escribió en 1600: «Es deseable que los jardines puedan ser vistos desde arriba hacia abajo, ya sea desde los edificios o desde terrazas realzadas sobre los parterres.»[13]
- toda la vegetación está limitada y dirigida, para demostrar el dominio del hombre sobre la naturaleza.[14] Los árboles se plantan en líneas rectas, y se recortan con cuidado, y sus copas se recortan a una altura determinada;
- la residencia sirve como punto central del jardín, y su ornamento central. No se plantan árboles cerca de la casa; más bien, la casa está separada por parterres bajos y arbustos recortados.[15]

- un eje central, o perspectiva, perpendicular a la fachada de la casa, en el lado opuesto a la entrada frontal. El eje se extiende hasta el horizonte (Versalles) o hasta una pieza de estatuaria o arquitectura (Vaux-le-Vicomte). El eje se encuentra al sur (Vaux-le-Vicomte, Meudon) o este-oeste (Tuileries, Clagny, Trianon, Sceaux). El eje principal está compuesto por un césped o una cuenca de agua, bordeada por árboles. El eje principal está atravesado por una o más perspectivas y paseos perpendiculares.

- los parterres más elaborados, o lechos de plantaciones, en forma de cuadrados, óvalos, círculos o rollos, se colocan en un orden regular y geométrico cerca de la casa, para complementar la arquitectura y se pueden ver desde arriba desde las salas de recepción de la casa;

- los parterres cerca de la residencia están llenos de broderies, diseñados con setos de boj bajos para que se asemejen a los patrones de una alfombra, y se les da un efecto policromado plantando de flores, o mediante ladrillos coloreados, grava o arena.

- más lejos de la casa, las broderies se reemplazan con parterres más simples, llenos de hierba, y a menudo contienen fuentes o estanques de agua. Más allá de estos, pequeñas y arboledas cuidadosamente dispuestas, sirven como elemento intermedio entre el jardín formal y las masas de árboles del parque. «El lugar perfecto para un paseo, estos espacios presentan paseos, estrellas, círculos, teatros de verdor, galerías, espacios para pelotas y para fiesta.»[16]

- los cuerpos de agua (canales, estanques) sirven como espejos, doblando el tamaño de las casas o de los árboles;

- el jardín está animado con piezas de escultura, por lo general sobre temas mitológicos, que subrayan o puntúan las perspectivas y marcan las intersecciones de los ejes y mediante movimientos de agua en forma de cascadas y fuentes.

### Colores, flores y árboles
Las flores ornamentales eran relativamente raras en jardines franceses en el siglo XVII, y había una gama limitada de colores; azul, rosa, blanco y malva. Los colores más brillantes (amarillo, rojo, naranja) no llegarían hasta alrededor de 1730, debido a los descubrimientos botánicos de todo el mundo llegados a Europa. Bulbos de tulipanes y otras flores exóticas provinieron de Turquía y los Países Bajos; Una característica ornamental importante en Versalles y otros jardines fue la topiaria, un árbol o arbusto tallado en formas geométricas o fantásticas, que se colocaron en filas a lo largo de los ejes principales del jardín, alternando con estatuas y jarrones.
En Versalles solo se encontraban lechos de flores en el Gran Trianon y en parterres en el lado norte del palacio. Las flores se traían generalmente de la Provenza, se guardaban en macetas y se cambiaban tres o cuatro veces al año. Los registros de palacio de 1686 muestran que el Palacio usó 20 050 bulbos de junquillo, 23 000 de ciclamen y 1700 plantas de lilas.
La mayoría de los árboles en Versalles fueron tomados del bosque, como carpes, olmos, tilos y hayas. También había castaños de Turquía y árboles de acacia. Se desenterraron grandes árboles de los bosques de Compiègne y Artois que fueron trasplantados a Versalles. Muchos morían en el trasplante y tenían que ser reemplazados regularmente.
Los árboles en el parque eran recortados tanto horizontalmente como aplanados en la parte superior, dándoles la forma geométrica deseada. Solo en el siglo XVIII se les permitió crecer libremente.

## Arquitectura

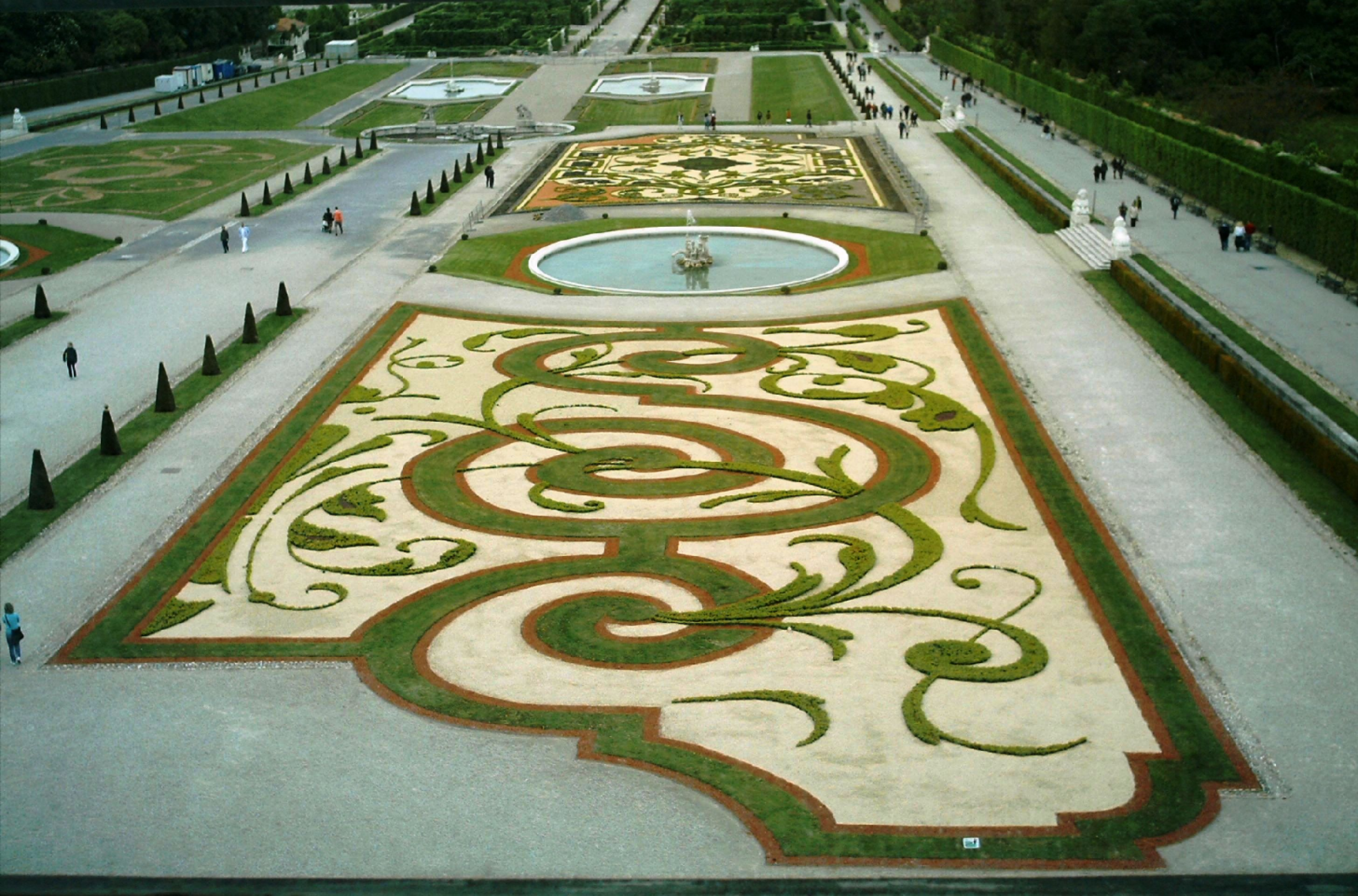
Jardines del palacio Belvedere en Viena, diseñado por Dominique Girard, pupilo de André Le Nôtre

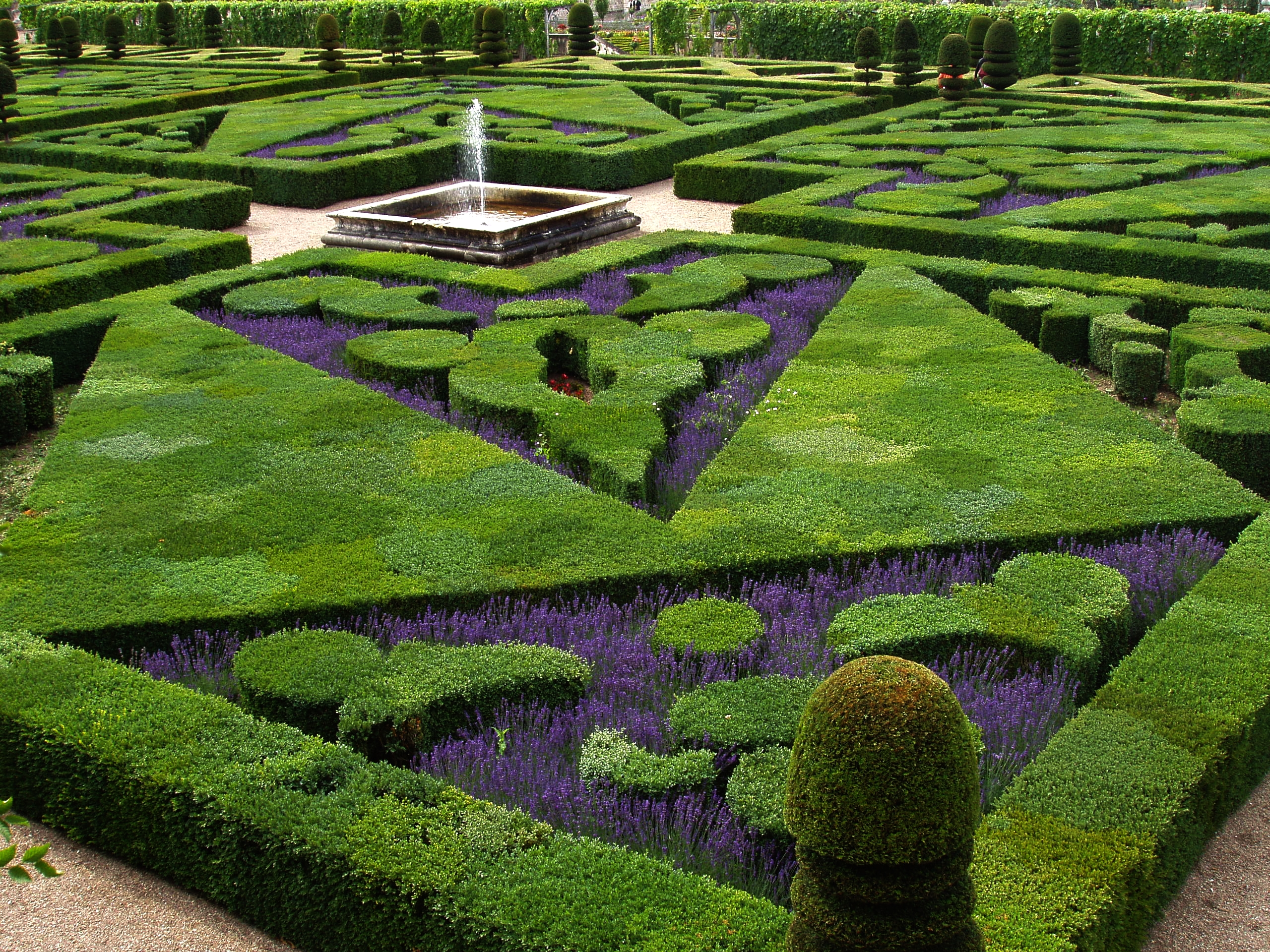
Bordados en los jardines del château de Villandry (Indre-et-Loire)

Los diseñadores del jardines a la francesa vieron su trabajo como una rama de la arquitectura, que simplemente extendía el espacio del edificio al espacio exterior a las paredes, y ordenaban la naturaleza de acuerdo con las reglas de la geometría, la óptica y la perspectiva. Los jardines fueron diseñados como edificios, con una sucesión de habitaciones que un visitante podría atravesar siguiendo una ruta establecida, pasillos y vestíbulos con cámaras contiguas. Utilizaron el lenguaje de la arquitectura en sus planos; los espacios se denominaron  salles (salas), chambres (cámaras)  y théâtres (teatros) de vegetación. Los muros estaban compuestas de setos y escaleras de agua. En el suelo había tapis (alfombras) de hierba,  brodés (bordados) con plantas, y los árboles se formaban en rideaux (cortinas), a lo largo de los paseos.
Al igual que como arquitectos instalaron sistemas de agua en los châteux, presentaron elaborados sistemas hidráulicos para abastecer las fuentes y los estanques del jardín. Los estanques alargados llenos de agua reemplazaron a los espejos, y el agua de las fuentes reemplazó a los candelabros. En el bosquete del Marais en los jardines de Versalles, André Le Nôtre dispuso mesas de mármol blanco y rojo para servir comidas. El agua que fluía en los estanques y en las fuentes imitaba el agua que se vertía en las jarras y las copas de cristal. El papel dominante de la arquitectura en el jardín no cambió hasta el siglo XVIII, cuando el jardín inglés llegó a Europa y la inspiración para los jardines comenzó a inspirarse no ya en la arquitectura sino en la pintura romántica.

## Teatro
El jardín a la francesa se usaba a menudo como escenario para juegos, espectáculos, conciertos y exhibiciones de fuegos artificiales. En 1664, Luis XIV celebró un festival de seis días en los jardines, con cabalgatas, comedias, ballets y fuegos artificiales. Los jardines de Versalles incluían un teatro de agua, decorado con fuentes y estatuas de la infancia de los dioses (destruidas entre 1770 y 1780). Se construyeron barcos de tamaño completo para navegar en el Gran Canal, y el jardín tenía un salón de baile al aire libre, rodeado de árboles; un órgano de agua, un laberinto y una gruta.

## Perspectiva

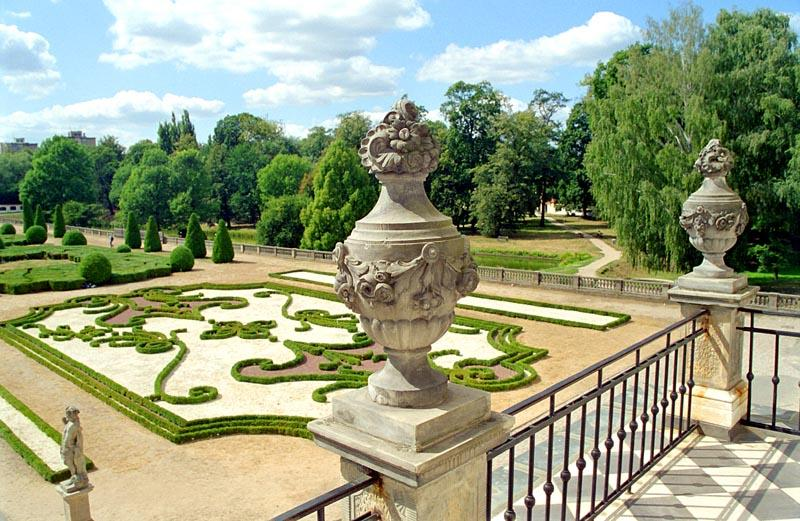
Jardín à la française del palacio Branicki, Białystok

Los arquitectos del jardín à la francesa no dejaron de aplicar las reglas de la geometría y de la perspectiva a su trabajo: en los primeros tratados publicados sobre jardines, en el siglo XVII, dedicaron capítulos al tema de cómo corregir o mejorar la perspectiva, por lo general para crear la ilusión de una mayor distancia. Esto a menudo se hacía diseñando paseos que se iban estrechando, o teniendo filas de árboles que convergían, o se recortaban para que fueran gradualmente más cortos, a medida que se alejaban del centro del jardín o de la casa. Esto creaba la ilusión de que la perspectiva era más larga y que el jardín era más grande de lo que realmente era.
Otro truco utilizado por los diseñadores fue el Ha-ha (fr: saute-de loup). Este fue un método utilizado para ocultar las vallas que cruzaban los largos paseos o perspectivas. Cuando una cerca cruzaba una vista se excavaba una zanja profunda y ancha con una pared vertical de piedra en un lado, o bien se colocaba la cerca en el fondo de la zanja, de modo que fuera invisible para el espectador.
Como los jardines se volvieron cada vez más ambiciosos y elaborados a lo largo del siglo XVII, el jardín ya no servía como decoración para el castillo; en Chantilly y en Saint-Germain, era el castillo el que se convirtió en un elemento decorativo del jardín, ya mucho más grande.

## Tecnologías

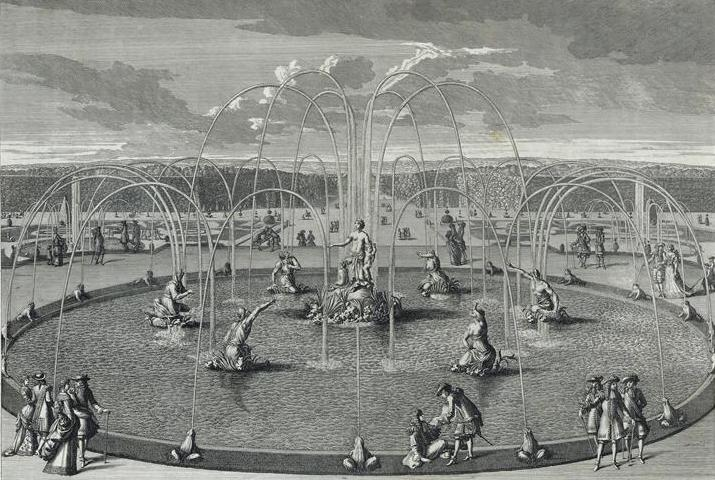
La Fuente de Latone (1678), en Versalles

La aparición del jardín francés en los siglos XVII y XVIII fue resultado del desarrollo de varias tecnologías nuevas. La primera fue la geoplastia, la ciencia de mover grandes cantidades de tierra. Esta ciencia tuvo varios desarrollos tecnológicos y provenía de los militares, después de la introducción del cañón y la guerra de asedio moderna, cuando se les exigió que cavaran trincheras y construyeran muros y fortificaciones de tierra rápidamente. Esto condujo al desarrollo de cestas para transportar tierra en la espalda, carretillas, carros y vagones. Andre LeNotre adaptó estos métodos para construir las terrazas a nivel, y para cavar canales y cuencas a gran escala.
Un segundo desarrollo fue en hidrología, llevando agua a los jardines para el riego de plantas y para su uso en las muchas fuentes. Este desarrollo no tuvo mucho éxito en Versalles, que estaba en una meseta; incluso con 221 bombas y un sistema de canales que llevaban agua del Sena y la construcción en 1681 de una enorme máquina de bombeo en Marly, aún no había suficiente presión hidrostática para que todas las fuentes de Versalles se encendieran al mismo tiempo. Los fontainiers se disponíans a lo largo de las rutas de los paseos del Rey y encendían las fuentes en cada sitio justo antes de su llegada.
Un desarrollo relacionado tuvo lugar en la hidroplasía, el arte y la ciencia de dar forma al agua en diferentes formas a medida que salía la fuente. La forma del agua dependía de la fuerza del agua y de la forma de la boquilla. Las nuevas formas creadas a través de este arte se llamaron tulipe  (el tulipán), double gerbe (la gavilla doble), Girandole (pieza central), candélabre (candelabro)  y corbeille  (ramo), La Boule en l'air  (bola en el aire) y L'Éventail  (el abanico). Este arte estuvo estrechamente asociado con los fuegos artificiales de la época, que trataron de lograr efectos similares con fuego en lugar del agua. Tanto las fuentes como los fuegos artificiales fueron acompañados a menudo por música, y fueron diseñados para mostrar cómo la naturaleza (el agua y el fuego) pueden ser moldeados por la voluntad del hombre.
Otro importante desarrollo fue en la horticultura, en la capacidad de criar plantas de climas más cálidos en el clima del norte de Europa, protegiéndolas dentro de los edificios y llevándolas al exterior en macetas. La primera orangerie (invernadero) se construyó en Francia en el siglo XVI después de la introducción del naranjo después de las guerras italianas. La orangerie en Versalles tiene paredes de cinco metros de espesor, con una doble pared que mantiene las temperaturas en invierno entre 5−8 C. Hoy puede albergar 1055 árboles.

## Lista

### Predecesores en estilo renacentista
- Château de Anet (1536)
- Château de Villandry (1536, destruido en el siglo XIX y recreado desde 1906)
- Chateau de Fontainebleau (1522-1540)
- Château de Chenonceau, jardines de Diana de Poitiers y Catalina de Medici (1559-1570)

### Jardines diseñados por André Le Nôtre

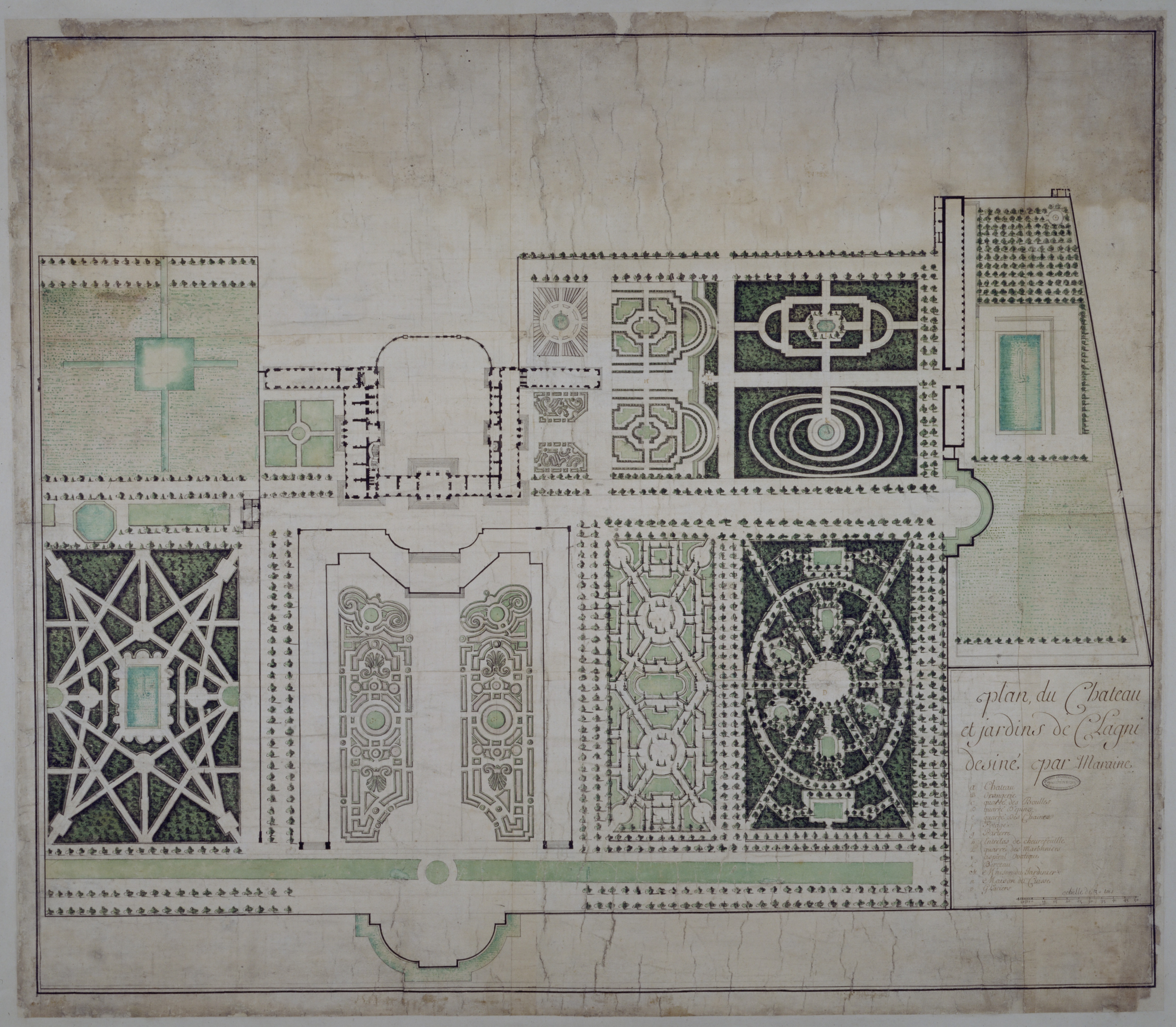
Planta del Château de Clagny y sus jardines

Los principales jardines diseñados por André Le Nôtre son:
- Palacio de Vaux-le-Vicomte (1658-1661)
- Château de Versailles (1662-1700)
- Château de Chantilly (1663-1684)
- Château de Fontainebleau (1645-1685)
- Château de Saint-Cloud (1664-65)
- Jardines del palacio de las Tullerías (1664)
- Gran Canal de los Jardines de Versalles (1668-1669)
- Château de Saint-Germain-en-Laye (1669-1673)
- Parque de Sceaux (1670)
- Château de Dampierre (1673-1783)
- Grand Trianon en Versalles (1687-1688)
- Château de Clagny (1674-1680)
- Château de Meudon
- Château de Cordès (1695)
- Château de Montmirail
- Château de Pontchartrain

### Jardines atribuidos a André Le Nôtre
- Château du Raincy
- Château de Valgenceusel
- Château de Fages
- Château de Courances
- Château de Castres
- Château de Castries
- Castle of Racconigi

### Últimos jardines

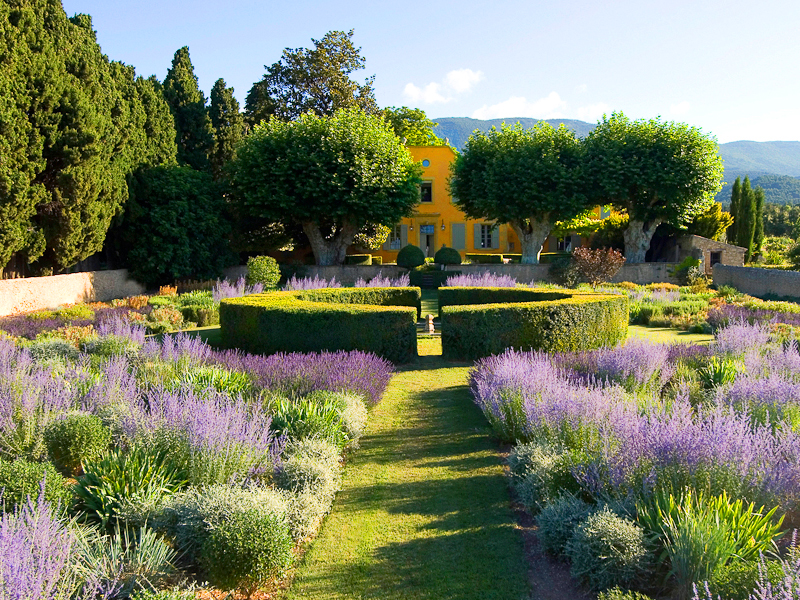
Un jardín à la française contemporáneo en Provenza: el Pavillon de Galon

- Château de Breteuil (1730-1784)

### SiglosXIXyXX
- Jardín de la Magalone,  Marsella, jardín de Eduard Andre, 1891.
- Nemours Mansion and Gardens-du Pont estate, principios del siglo XX.
- Pavillon de Galon en Cucuron, creado en 2004

### Jardines  à la française fuera de Francia
- Jardines del palacio Peterhof, St. Petersburg, Rusia (1714-1725)
- Summer Garden, San Petersburgo (1712-1725)
- Tsarskoe Selo jardín viejo, Pushkin, Rusia (1717-1720)
- Kuskovo Estate, Moscú, Rusia (1750-1780)
- Blenheim Palace, Inglaterra (1705-1724)
- Vrtba Garden, Praga (década de 1720)
- Jardines Herrenhausen, Hanover, Alemania (1676-1680)
- Palacio de Racconigi, Italia (1755)
- Palacio Branicki, Białystok, Polonia (1737-1771)
- Karlsaue, Kassel, Alemania (construido hasta 1785)
- Palacio Belvedere, Viena, Austria (diseñado por Dominique Girard)
- Palacio de Schönbrunn, Viena, Austria (diseñado por Jean Trehet)
- Parque Isidora Cousiño, Lota, Chile (1873) (diseñado por Mr. Bartlet)